# Breckenridge (Misuri)
Breckenridge es una ciudad ubicada en el condado de Caldwell en el estado estadounidense de Misuri. En el Censo de 2010 tenía una población de 383 habitantes y una densidad poblacional de 268,87 personas por km².

## Geografía
Breckenridge se encuentra ubicada en las coordenadas 39°45′41″N 93°48′19″O / 39.76139, -93.80528. Según la Oficina del Censo de los Estados Unidos, Breckenridge tiene una superficie total de 1.42 km², de la cual 1.42 km² corresponden a tierra firme y (0.18%) 0 km² es agua.

## Demografía
Según el censo de 2010, había 383 personas residiendo en Breckenridge. La densidad de población era de 268,87 hab./km². De los 383 habitantes, Breckenridge estaba compuesto por el 92.43% blancos, el 0.52% eran afroamericanos, el 1.83% eran amerindios, el 0% eran asiáticos, el 0% eran isleños del Pacífico, el 0.52% eran de otras razas y el 4.7% pertenecían a dos o más razas. Del total de la población el 0.78% eran hispanos o latinos de cualquier raza.